# ヴェルフニエ・リホボルィ
ヴェルフニエ・リホボルィ（ロシア語: Верхние Лихоборы）は、1960年までモスクワに存在した村。リホボルカ川を挟んでニジニエ・リホボルィの対岸に位置し、ドミトロフ・ショセが通っていた。

## 沿革
この村が史料に現れるのは18世紀のことで、当時は「バニノ」(Банино) や「ソバーキノ」(Собакино) などと呼ばれていた荒れ地に過ぎなかった。しかし、おそらく1719年から1743年の間にドミトロフ・ショセに郵便局が設置され、デグニノ (ru) から農民が移り住むようになった。1766年には、村は「リホボル」(Лихобор) や「ソバーキノ」などと呼ばれるようになり、18世紀末にはさらにリホボルカ川 (ru) によって分割され、「ニジニエ・リホボルィ（下リホボルィ）」とともに「ヴェルフニエ・リホボルィ（上リホボルィ）」が誕生した。当時の村人の男性人口の多くは染色や宿の経営を営んでおり、また農民は小作農であった。村は18世紀後半から経済コレギヤの、19世紀半ばから国家財産管理区の管轄となった。
19世紀後半に村の近郊に煉瓦工場が建設され、1876年には4年制学校が、20世紀初頭には染色・漂白工場や「ボリスとグレプ」聖堂が建てられた。1917年から、ヴェルフニエ・リホボルィはデグニノとベスクドニコヴォ (ru) も領域とする村ソビエトの中心地となった。染色・漂白工場は1928年に焼失したが、その後新たに建設された煉瓦工場群「リホボルスキー・キルピチニコフ」«Лихоборский кирпичник» によって村は急速な発展を遂げた。その他にも「勝利」«Победа» 農場やボタン工場群「真珠母」（«Перламутр»、後のプラスチック工場4号）、家具工場やスポーツ用品、ラジオ製造企業も村に建てられた。
1950年には村の2つの通りにヴェルフニエ・リホボルィの名が冠され、うち第1ヴェルフニエ・リホボルィ通り (ru) は現存する。1929年から1960年までの村の中心はヴェルフニエ・リホボルィ村ソビエト (ru) であった。
| 年     | 1770 | 1859 | 1898 | 1928 | 1939 | 1960   |
| ------ | ---- | ---- | ---- | ---- | ---- | ------ |
| 人口   | 137  | 137  | 228  | 246  | 1753 | ＞2500 |
| 家屋数 | 20   | 16   | 34   | 52   |      |        |